# Emma Herwegh

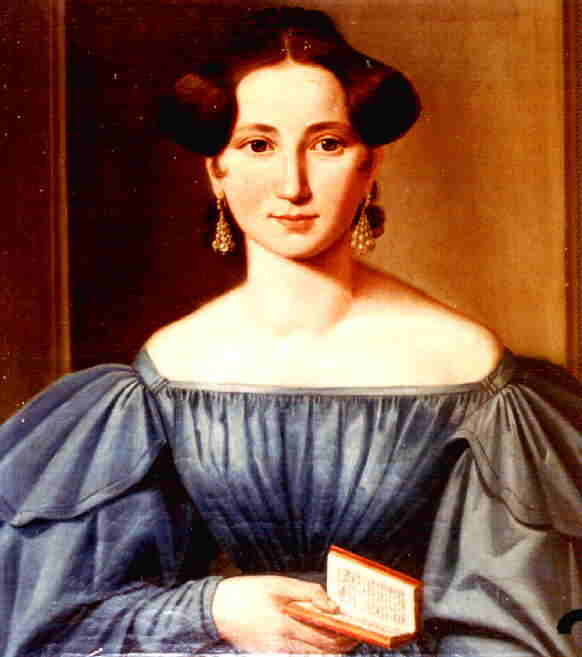
Emma Herwegh, vers 1840

Emma Charlotte Herwegh (née Siegmund le 10 mai 1817 à Magdebourg ou Berlin, morte le 24 mars 1904 à Paris) est une salonnière allemande. Elle est surtout connue pour être l'épouse du poète révolutionnaire Georg Herwegh.

## Biographie
Emma Herwegh-Siegmund est la fille de Johann Gottfried Siegmund (de), homme d'affaires devenu riche grâce au commerce de la soie, et son épouse Henriette Wilhelmine Cramer ; elle grandit à Berlin. Éduquée et douée musicalement, elle prend des positions républicaines et démocratiques.
Elle fait la connaissance de Georg Herwegh lors de sa visite à Berlin début novembre 1842. Le 13 novembre, le couple se fiance et entretient une correspondance enflammée, car il est en tournée en Allemagne. Après que Herwegh est expulsé d'Allemagne, Emma Siegmund va avec son père et sa sœur à Zurich en février 1843 et l'épouse le 8 mars à Baden. Sont présents Adolf Ludwig Follen, Friedrich Wilhelm Schulz, Friedrich Gustav Jakob Henle, Karl von Pfeufer (de) et Mikhaïl Bakounine. Le voyage de noces se fait en Italie. Le couple s'installe à Paris en septembre 1843 où il donne naissance à son premier enfant. Leurs voisins sont Karl et Jenny Marx.
Quand apparaît la révolution de mars 1848, l'épouse soutient son mari, président de la Légion des démocrates allemands. En tant que négociatrice et émissaire, elle va plusieurs fois en Alsace pour faire le lien entre Friedrich Hecker et la Légion. C'est sa façon d'aider la révolution badoise. Après l'issue malheureuse du soulèvement, Georg et Emma Herwegh s'enfuient en Suisse. Ils vivent à Zurich de 1851 à 1866. Le couple vit séparément un temps.
En 1855, elle aide le révolutionnaire Felice Orsini à s'échapper du château Saint-Georges de Mantoue en cachant dans des livres des limes. L'amnistie accordée après la guerre en 1866 à tous les exilés politiques permet aux Herwegh de venir à Baden-Baden où Georg Herwegh meurt en 1875.
Emma et Georg Herwegh ont trois fils : Horace (de) (1843–1901), Camille (1847–1848) et Marcel (1858-1937). Emma Herwegh revient à la fin de sa vie à Paris, où elle entretient une relation étroite avec Frank Wedekind. Elle se fait enterrer à côté de son mari à Liestal.